# Cibirhiza
Cibirhiza es un género de enredaderas de la familia Apocynaceae. Contiene 3 especies y es originario de África tropical.

## Descripción
Las especies de este género crecen como enredaderas y sus órganos subterráneos lo constituyen grandes tubérculos. Las hojas son herbáceas, de 4 a 15 cm de largo, de 1,5 a 10 cm de ancho, oblongas, ovales u obovadas, basalmente truncadas o cuneadas, con el ápice obtuso o acuminado, ligeramente onduladas.
Las inflorescencias son extra-axilares, siempre una por nodo con 5-25 flores, sésiles; con pedicelos cortos, escasamente pubescentes. 

## Distribución y hábitat
Se distribuye por Arabia, Omán, Tanzania y Zambia y se encuentra en miombos, bosques y matorrales ribereños.

## Taxonomía
El género Cibirhiza fue descrito por el botánico sudafricano Peter Vincent Bruyns y publicado por primera vez en la revista científica Notes from the Royal Botanic Garden, Edinburgh 45(1): 51 en 1988.
Etimología
Cibirhiza: nombre genérico que proviene del latín cibus (que significa 'alimento' o 'comida'), y del griego rhiza (que significa 'raíz'), ya que las raíces se pueden comer.

## Especies
Actualmente, el género Cibirhiza consta de 3 especies aceptadas según la Plants of the World Online (POWO):
| Imagen | Nombre científico                       | Distribución                |
| ------ | --------------------------------------- | --------------------------- |
|        | Cibirhiza albersiana Kunz, Meve & Liede | Desde Tanzania hasta Zambia |
|        | Cibirhiza dhofarensis P.Bruyns          | Sur de la península arábiga |
|        | Cibirhiza spiculata Thulin & Goyder     | Etiopía                     |